# 강원특별자치도감자종자진흥원
강원특별자치도감자종자진흥원(江原道-種子進興院)은 지방자치법 제114조따라 감자의 우량씨감자 생산공급 및 수매·정선·보급을 위해 설치된 강원특별자치도청 소속기관이다. 강원특별자치도 평창군 대관령면 대관령로 217-14에 위치하고 있다.

## 같이 보기
- 강원도청